# Pikkelykefélék
A pikkelykefélék (Lepismatidae), egy család a rovarok osztályába sorolt sertefarkúak rendjében. A körülbelül 270 fajt számláló család képviselői egyszerű, elsődlegesen szárnyatlan rovarok.

## Származásuk, elterjedésük
A fajok többsége trópusi, szubtrópusi, de némelyik a szárazabb, illetve hűvösebb környezetet kedveli. Magyarországon csak néhány fajuk ismert; a két legismertebb az ember közelében élő, szinantróp faj: a gyakori ezüstös pikkelyke (Lepisma saccharina), és a melegkedvelő kemencehalacska (Thermobia domestica).

## Megjelenésük, felépítésük
Körülbelül 10 mm hosszú, jobbára egyszínű (szürkés, ezüstös, esetleg barnás, feketés) testüket több mint 40ezer pikkely borítja. Előtoruknál a legszélesebb, hátrafelé fokozatosan keskenyedik, és a hasonló alkatú pattanókénál jóval laposabb.
Fejükön 1 pár tapogató és hosszú csáp található. Összetett szemük apró, de fejlett, pontszemeik nincsenek.
Potrohuk végén három, ugyanolyan hosszú nyúlványt viselnek, potrohszelvényeik alsó oldalán farcsuta (stylus) nő. Potrohvégi három függelékük csaknem egyforma hosszú.

## Életmódjuk, élőhelyük
Mindenevők, olykor ragadozók. Erdőkben, köveken, mohán, egyes fajok hangyabolyokban keresik táplálékukat. Ennek megfelelően fatörzseken, kövek alatt, üregekben, repedésekben élnek; egyes fajaik lakásokban, madárfészkekben, hangyabolyokban, termeszvárakban telepszenek meg.
Fürge állatok. Jellemző rájuk, hogy meg-megtorpanó, cikcakkos futással menekülnek.
Melegkedvelők. Ennek megfelelően Közép-Európában legismertebb fajuk, az ezüstös pikkelyke (Lepisma saccharina) bár szinte mindenhol előfordul, de a leggyakrabban a lakásokban és egyéb épületekben, valamint a hangyabolyokban találkozhatunk vele. A természetben leginkább a hullott gyümölcsöket kedveli; a lakásokban azonban megeszi a tapétaragasztót is.

### Szaporodásuk
A közvetett megtermékenyítéshez a hím selyemszálat sző, és arra spermacseppeket helyez. Ezeket a nőstény tojócsövével szedegeti fel. A petéket repedésekbe, üregekbe helyezi. 40 nap után kelnek ki a felnőtt példányokhoz hasonlatos lárvák, és sok vedlés után, fokozatos kifejléssel érik el az ivarérett állapotot.

## Rendszertani felosztásuk[4]
A családot 6 alcsaládra és további 40 nemre oszthatjuk.
- Acrotelsatinae (Mendes, 1991)
  - Acrotelsa (Escherich, 1905)
  - Acrotelsella (Silvestri, 1935)
  - Allacrotelsa (Silvestri, 1935)
  - Anallacrotelsa (Mendes, 1996)
  - Apteryskenoma (Paclt, 1953)
  - Lepismina (Gervais, 1844)
  - Paracrotelsa (Paclt, 1967)
- Ctenolepismatinae (Mendes, 1991)
  - Ctenolepisma (Escherich, 1905)
  - Hyperlepisma (Silvestri, 1932)
  - Leucolepisma (Wall, 1954)
  - Monachina (Silvestri, 1908)
  - Mormisma (Silvestri, 1938)
  - Sceletolepisma (Wygodzinsky, 1955)
  - Stylifera (Stach, 1932)
  - Thermobia (Bergroth, 1890)
- Heterolepismatinae (Mendes, 1991)
  - Heterolepisma (Escherich, 1905)
- Lepismatinae (Latreille, 1802)
  - Afrolepisma (Mendes, 1981)
  - Anisolepisma (Paclt, 1967)
  - Asiolepisma (Kaplin, 1989)
  - Desertinoma (Kaplin, 1992)
  - Gopsilepisma (Irish, 1988)
  - pikkelyke (Lepisma) (Linnaeus, 1758)
  - Lepitrochisma (Mendes, 1988)
  - Namibmormisma (Irish & Mendes, 1988)
  - Nebkhalepisma (Irish, 1988)
  - Neoasterolepisma (Mendes, 1988)
  - Ornatilepisma (Irish, 1988)
  - Panlepisma (Silvestri, 1940)
  - Peltiolepisma (Ritter, 1910)
  - Psammolepisma (Irish, 1988)
  - Sabulepisma (Irish & Mendes, 1988)
  - Swalepisma (Irish & Mendes, 1988)
  - Tricholepisma (Paclt, 1967)
  - Xenolepisma (Mendes, 1981)
- Mirolepismatinae (Mendes, 1991)
  - Mirolepisma (Silvestri, 1938)
  - Prolepismina (Silvestri, 1940)
- Silvestrellatinae (Mendes, 1991)
  - Hemilepisma (Paclt, 1967)
  - Namunukulina (Wygodzynsky, 1957)
  - Silvestrella (Escherich, 1905)
- Meghatározatlan alcsalád
  - Primacrotelsa (Mendes, 2004)